# NGC 1219
NGC 1219 è una galassia a spirale situata nella costellazione della Balena, a una distanza di circa 281 milioni di anni luce dalla nostra Via Lattea.

## Scoperta
La galassia è stata scoperta il 9 settembre 1864 dall'astronomo tedesco Albert Marth.

## Descrizione
NGC 1219 ha una classe di luminosità II-III e presenta una larga riga a 21 cm dell'idrogeno neutro.